# Stasys Šalkauskis
Stasys Šalkauskis (ur. 16 maja 1886 w Ariogale, zm. 4 grudnia 1941 w Szawlach) – litewski filozof i pedagog, profesor i rektor Uniwersytetu Witolda Wielkiego w Kownie.

## Życiorys
Ukończył gimnazjum w Szawlach, po czym studiował na Uniwersytecie Moskiewskim (do 1911) i we Fryburgu (1915-1920), gdzie uzyskał tytuł doktora filozofii.
W latach 1922–1940 nauczał filozofii na Wydziale Filozofii i Teologii Uniwersytetu Witolda Wielkiego. Pełnił funkcję ostatniego rektora uczelni przed aneksją kraju przez ZSRR.